# Ljig
Ljig (en serbe cyrillique : Љиг) est le nom d'une ville et d'une municipalité de Serbie, situées dans le district de Kolubara. Au recensement de 2011, la ville compte 3 219 habitants et la municipalité dont elle est le centre 14 629.

## Géographie
Ljig est située au centre de la Serbie. La ville est entourée par les monts Rajac (848 m), situé dans les monts de Valjevo, un des derniers contreforts orientaux des Alpes dinariques, et Rudnik (1 132 m).

## Histoire
Les ruines du monastère de Vavedenje attestent de l'activité de la région de Ljig au Moyen Âge. On y a trouvé des sarcophages du XVIe siècle qui, selon la tradition, contiennent les dépouilles des despotes serbes Stefan Branković et Đurađ Branković. Toujours selon la tradition, la femme de Đurađ Branković fut également inhumée dans le monastère.
Une première référence au nom de Ljig se trouve dans un récit rédigé par Evliya Çelebi, un voyageur ottoman qui décrit la rivière Ligmehri, la rivière Ljig, qui vient du village de Baht, aujourd'hui Ba) et qui se jette dans la Kolubara près de Valjevo. En revanche, aucune localité portant le nom de Ljig n'est attestée pendant la période où l'empire d'Autriche occupa la région entre 1717 et 1739. En revanche, en 1818, la localité voisine de Gukoš est signalée et elle comptait 50 foyers.  
Le nom de l'actuelle ville de Ljig est mentionné pour la première fois en 1911, à propos de la construction de la voie ferrée reliant Lajkovac à Gornji Milanovac. Une gare y fut construite en 1917, à proximité de l'actuel centre ville.
Pendant la Première Guerre mondiale, la bataille de la Kolubara, qui s'est déroulée du 16 novembre au 15 décembre 1914, eut lieu à proximité de la ville, aux monts Suvobor et Rajac. Les voïvodes serbes Radomir Putnik et Živojin Mišić y ont battu l'armée de l'empire d'Autriche-Hongrie commandée par le général Oskar Potiorek. Un monument sur le Rajac a été érigé en souvenir des 1 300 caporaux (en serbe cyrillique : 1300 каплара) qui se sont illustrés dans cette bataille.
Ljig se sépara de la localité de Gukoš en 1922 et, en 1930, une école, un centre médical et une église y furent construits.

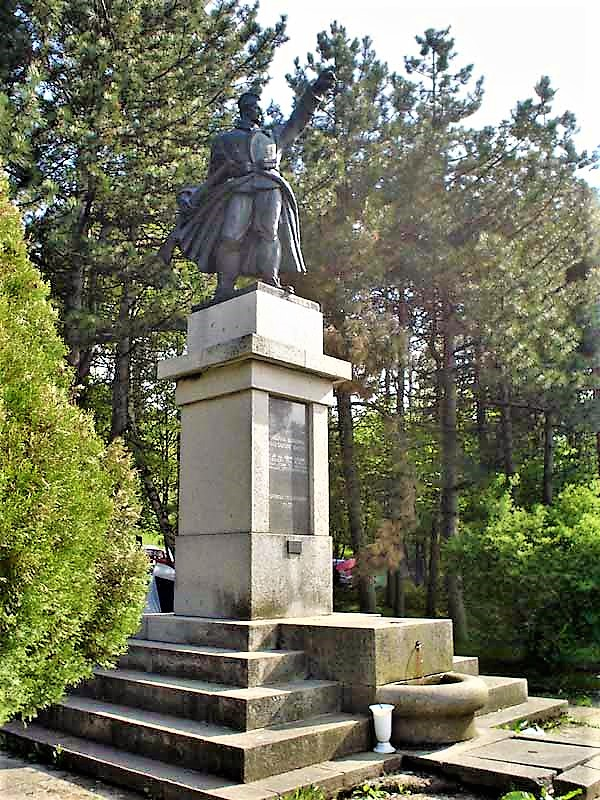
Le monument aux 1 300 caporaux

## Localités de la municipalité de Ljig

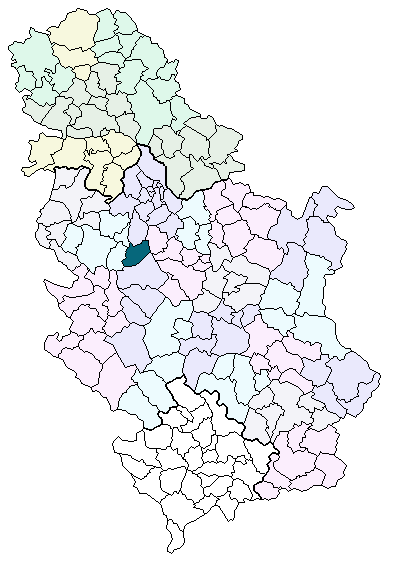
Localisation de la municipalité de Ljig en Serbie

La municipalité de Ljig compte 27 localités :
| - Ba - Babajić - Belanovica - Bošnjanović - Brančić - Veliševac - Gukoš - Dići - Donji Banjani | - Živkovci - Ivanovci - Jajčić - Kadina Luka - Kalanjevci - Kozelj - Lalinci - Latković - Liplje | - Ljig - Milavac - Moravci - Paležnica - Poljanice - Slavkovica - Cvetanovac - Štavica - Šutci |

Ljig et Belanovica sont officiellement classées parmi les « localités urbaines » (en serbe : градско насеље et gradsko naselje) ; toutes les autres localités sont considérées comme des « villages » (село/selo).

## Démographie

### Ville

#### Évolution historique de la population dans la ville
| 1948 | 1953  | 1961  | 1971  | 1981  | 1991  | 2002  | 2011  |
| ---- | ----- | ----- | ----- | ----- | ----- | ----- | ----- |
| 964  | 1 194 | 1 416 | 1 954 | 2 632 | 2 754 | 2 979 | 3 219 |

## Politique

### Élections locales de 2004
À la suite des élections locales serbes de 2004, les 30 sièges de l'assemblée municipale se répartissaient de la manière suivante :
| Parti                                              | Sièges |
| -------------------------------------------------- | ------ |
| Liste « Le meilleur pour la municipalité de Ljig » | 9      |
| Liste « Pour l'avenir de Ljig »                    | 5      |
| Parti démocratique de Serbie                       | 5      |
| Parti radical serbe                                | 4      |
| Liste « Tout pour nos enfants »                    | 2      |
| Mouvement Force de la Serbie                       | 2      |
| Nouvelle Serbie                                    | 2      |
| Liste « Nous pouvons plus »                        | 1      |

Miroslav Maksimović a été élu président (maire) de la municipalité de Ljig.

### Élections locales de 2008
À la suite des élections locales serbes de 2008, les 30 sièges de l'assemblée municipale se répartissaient de la manière suivante :
| Parti                                               | Sièges |
| --------------------------------------------------- | ------ |
| Nouvelle Serbie                                     | 8      |
| Pour une Serbie européenne                          | 6      |
| Parti radical serbe                                 | 5      |
| Parti démocratique de Serbie                        | 3      |
| G17 Plus                                            | 3      |
| Liste « Pour le développement de Ljig et du Kačer » | 3      |
| Parti socialiste de Serbie et alliés                | 2      |

Miroslav Maksimović a été réélu président (maire) de la municipalité de Ljig.

## Tourisme
Le mont Rajac conserve de la bataille de la Kolubara un monument érigé des 1300 caporaux (en serbe cyrillique : 1300 каплара) qui se sont illustrés dans cette bataille.

## Transport
Ljig est desservie par l'autoroute serbe A2 et la route européenne E763.

## Personnalités
Milovan Danojlić, un écrivain et un homme politique, est né en 1937 à Ivanovci, près de Ljig  ; il a été membre du Comité fondateur du Parti démocratique, le premier parti d'opposition non communiste en Serbie depuis 1945. En tant qu'écrivain, il a été récompensé par le prix NIN du meilleur roman.